# Gerry Schwartz
Gerald W. Schwartz OC (nascido em 1941) é o fundador, presidente e CEO da Onex Corporation. Schwartz tem um patrimônio líquido de 1,5 bilhão de dólares, de acordo com a Forbes.

## Início da vida e carreira
Schwartz nasceu em Winnipeg, Manitoba. Ele se formou na Kelvin High School em Winnipeg. Ele recebeu seu bacharelado em Artes e em Direito pela Universidade de Manitoba onde se tornou um irmão ativo da fraternidade Sigma Alpha Mu. Mais tarde, ele recebeu um MBA da Universidade de Harvard em 1970.
Na década de 1970, Schwartz trabalhou no Bear Stearns, onde foi orientado por Jerome Kohlberg Jr., que mais tarde se tornou sócio fundador da Kohlberg Kravis Roberts. Schwartz deixou o Bear Stearns em 1977, retornando ao Canadá. Junto com Izzy Asper, Schwartz co-fundou a CanWest Global Communications em 1977.
Em 1983, Schwartz fundou a Onex Corporation. Servindo como CEO e acionista majoritário, Schwartz transformou a empresa em uma das maiores do Canadá.
Schwartz é diretor do Scotiabank desde 1999. Em 2015, o patrimônio líquido de Schwartz foi estimado em 1,78 bilhão de dólares, fazendo dele a 26.ª pessoa mais rica do Canadá. Em 2015, ele foi o CEO mais bem pago do Canadá.

## Vida pessoal
Em 1982, Schwartz casou-se com Heather Reisman, diretora executiva da Indigo Books and Music. Schwartz tem dois filhos de seu primeiro casamento e dois enteados de seu casamento com Heather Reisman. O casal é membro da sinagoga reformista Holy Blossom Temple, em Toronto. Schwartz e Reisman são os proprietários da casa mais cara de Toronto, avaliada em 28 milhões de dólares.

### Reconhecimento
A Escola de Negócios Gerald Schwartz da Universidade St. Francis Xavier foi nomeada em sua homenagem em reconhecimento a suas doações para a universidade. Em 2005, recebeu o prêmio Ernst & Young Entrepreneur Of The Year 2005 Ontario Lifetime Achievement. Em 2006, ele foi nomeado oficial da Ordem do Canadá.

### Filantropia
As medalhas de ouro, prata e bronze para a melhor posição acadêmica no programa JD/MBA da Faculdade de Direito da Universidade de Toronto e da Rotman School of Management têm o nome de Schwartz.
Em 2005, ele e Reisman iniciaram um programa de bolsas para soldados solitários da IDF, chamado Fundação Heseg. Em 2006, ele fez uma doação à Universidade de Waterloo para um programa de intercâmbio entre a Universidade de Waterloo e a Universidade de Haifa.
O Hospital Mount Sinai anunciou em dezembro de 2013 que um presente transformacional de 15 milhões de dólares de Schwartz e Reisman seria usado para "remodelar a medicina de emergência" nas instalações.
A Fundação Gerald Schwartz e Heather Reisman doaram 5,3 milhões de dólares para a Universidade St. Francis Xavier em Antigonish, Nova Escócia, no final de 2018, para criar bolsas de estudo, bolsas de estudo e aumentar o recrutamento de estudantes de negócios.
Em março de 2019, a Universidade de Toronto anunciou que Schwartz e Reisman estavam doando cem milhões de dólares para a construção de um centro de inovação de 750 mil pés quadrados através da Fundação Gerald Schwartz & Heather Reisman. Segundo Reisman, o Centro de Inovação Schwartz Reisman será usado para melhorar a tecnologia, particularmente a inteligência artificial, e como o público pode se relacionar com ela. Uma das duas torres abrigará o Instituto Schwartz Reisman de Tecnologia e Sociedade e o Instituto Vector de Inteligência Artificial, enquanto a outra incluirá laboratórios para pesquisas em medicina regenerativa, genética e medicina de precisão.